# The Flamingos
The Flamingos — американская мужская вокальная группа, работающая в стиле ду-воп. Наиболее популярна была во второй половине 1950-х годов.
Самая большой их хит — кавер на песню Эдди Дучина 1934 года «I Only Have Eyes for You» — достиг 3 места в R&B-чарте «Билборда» и 11 места в поп-чарте (теперь Hot 100) и стал знаковым для всей эпохи расцвета стиля ду-воп. Согласно журналу «Билборд», группа во многом определила ду-воп как жанр «элегантный и изощрённый», и теперь «всеми считается одной из лучших и наиважнейших групп в истории поп-музыки».
В 2001 году группа была включена в Зал славы рок-н-ролла
Кроме того, песня «I Only Have Eyes For You» в исполнении группы The Flamingos входит в составленный Залом славы рок-н-ролла список 500 Songs That Shaped Rock and Roll.

## Состав

### Первый состав (1952)
- Джейк Кэри
- Зик Кэри
- Пол Уилсон
- Джонни Картер[англ.][2]

### Более поздние участники
- Эрл Льюис (англ. Earl Lewis)
- Солли Макэлрой (англ. Sollie McElroy) — лид-вокал
- Нейт Нельсон — лид-вокал[2]

### Состав на End Records (1958)
- Джейк Кэри
- Зик Кэри
- Пол Уилсон
- Джонни Картер[англ.]
- Нейт Нельсон — лид-вокал
- Томми Хант[англ.] — вокал
- Терри (Баззи) Джонсон[англ.] — гитара, вокал[2]

## Дискография

### Синглы
| Год  | Название                                       | Чарты | Чарты  |
| Год  | Название                                       | US    | US R&B |
| ---- | ---------------------------------------------- | ----- | ------ |
| 1956 | «A Kiss From Your Lips»                        | —     | 12     |
| 1956 | «I'll Be Home»                                 | —     | 5      |
| 1959 | «I Only Have Eyes For You»                     | 11    | 3      |
| 1959 | «Love Walked In»                               | 88    | —      |
| 1959 | «Lovers Never Say Goodbye"                     | 52    | 25     |
| 1960 | «I Was Such a Fool (To Fall In Love With You)» | 71    | —      |
| 1960 | «Mio Amore»                                    | 74    | 27     |
| 1960 | «Nobody Loves Me Like You»                     | 30    | 23     |
| 1961 | «Kokomo»                                       | 92    | —      |
| 1961 | «Time Was»                                     | 45    | —      |
| 1961 | «Your Other Love»                              | 54    | —      |
| 1966 | «The Boogaloo Party»[A]                        | 93    | 22     |
| 1969 | «Dealin' (Groovin' With Feelin')»              | —     | 48     |
| 1970 | «Buffalo Soldier»                              | 86    | 28     |

- A«The Boogaloo Party» также достигла 26 места в британском сингловом чарте и 94-го в канадском RPM Top Tracks